# 우드로 윌슨 센터

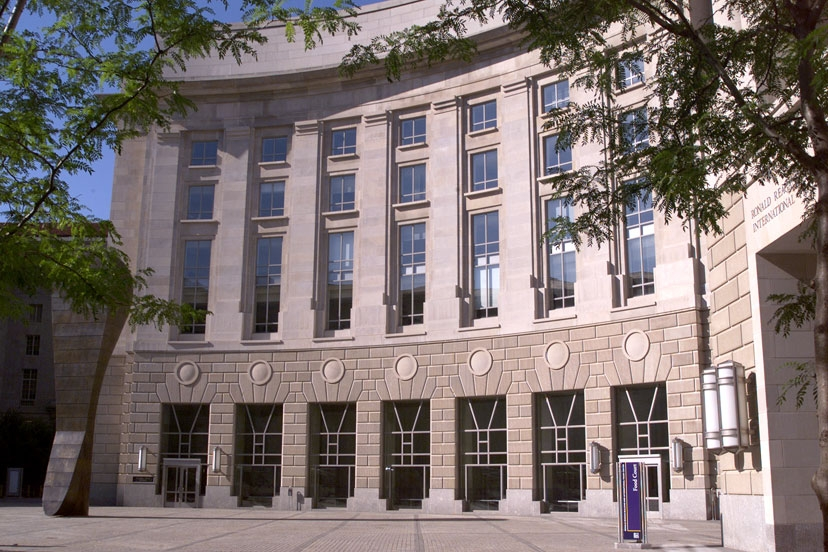
우드로 윌슨 센터

우드로 윌슨 센터(Woodrow Wilson International Center for Scholars)는 1968년 미국 의회가 우드로 윌슨 대통령을 추모하기 위해 설립된 연구소이다. 외교, 안보, 냉전사 등의 분야를 연구하고 있다. 연구소는 미국 워싱턴에 있다.